# Phaconeura pallida
Phaconeura pallida är en insektsart som beskrevs av George Willis Kirkaldy 1906. Phaconeura pallida ingår i släktet Phaconeura och familjen Meenoplidae. Inga underarter finns listade i Catalogue of Life.